# Cucina batak

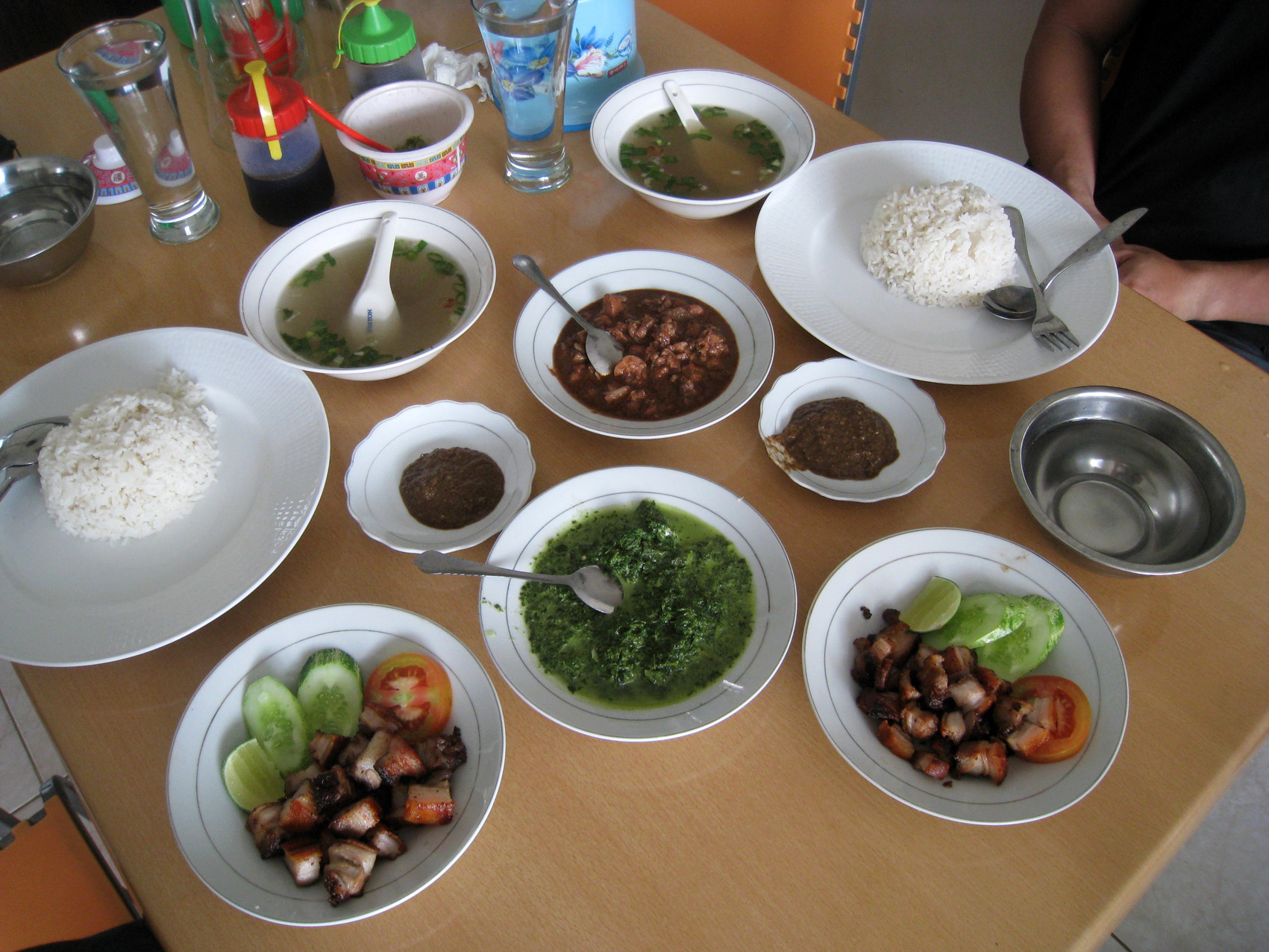
Saksang e panggang, i tipici piatti Batak a Lapo (Batak restaurant).

La cucina batak è la cucina e le tradizioni culinarie del gruppo etnico Batak, si trovano in maggioranza nella regione settentrionale di Sumatra, in Indonesia.
La cucina di Batak è parte della cucina indonesiana, e comparata ad altre cucine tradizionali, è più indigena e conservatrice.
Una sua caratteristica è la sua preferenza per il pepe di Sichuan come spezia principale, chiamata anche pepe Batak.

## Piatti
- saksang
- arsik
- panggang
- ayam tasak telu
- manuk napinadar
- tanggotanggo
- dengke mas na niura
- na tinombur
- mie gomak
- na nidugu
- dali ni horbo
- sambal tuktuk
- pagitpagit